# Tony Gaffney
Anthony „Tony“ Joseph Gaffney junior (* 14. November 1984 in Boston, Massachusetts) ist ein US-amerikanischer professioneller Basketballspieler. Zur Saison 2011/2012 wechselte er nach Deutschland und spielte bei den Telekom Baskets Bonn. Zuvor spielte er für den Utah Flash in der NBA Development League. Nach der Saison in Bonn versuchte Gaffney erneut den Sprung in die NBA und spielte für den Utah Jazz in der NBA Summer League.

## Jugend und College
Gaffney besuchte die Somerset High School in Somerset. Nach der High School ging er zunächst für ein Vorbereitungsjahr an die „Prep School“ Northfield Mount Hermon School in Mount Hermon. Zum Studium blieb er dann in seinem heimatlichen US-Bundesstaat Massachusetts und ging an die Boston University, wo er für das Hochschulteam Terriers in der America East Conference der NCAA Division I spielte. Nach zwei Jahren wechselte er die Hochschule und ging innerhalb des Bundesstaates an die University of Massachusetts Amherst. Nach den Regularien der NCAA durfte er daher ein Jahr lang an Meisterschaftsspielen nicht teilnehmen. An der UMass, so die Abkürzung der Hochschule, absolvierte er dann noch zwei Spielzeiten für die Minutemen in der Atlantic 10 Conference. In seiner abschließenden Spielzeit wurde er zum „Defensive Player of the Year“ (deutsch Defensivspieler des Jahres) seiner Conference gewählt, nachdem er in einer Saison mehr als 100 Shotblocks und 50 Steals erzielen konnte.

## Profikarriere
Durch das Vorbereitungsjahr und den Hochschulwechsel war Gaffney nach dem Ende seiner Collegekarriere zwei Jahre älter als andere Spieler zum Ende ihrer Collegekarriere. Dies trug unter anderem dazu bei, dass er in der NBA-Draft 2009 von keinem Profiverein der NBA ausgewählt wurde. Er bekam jedoch eine Einladung für das NBA-Summer-League-Team des damaligen NBA-Meisters Los Angeles Lakers. Dort konnte er überzeugen und bekam einen Vorvertrag für das Profiteam. Zum Ende der Saisonvorbereitung Ende Oktober wurde er jedoch als letzter Spieler für den begrenzten Saisonkader doch noch entlassen. Anschließend ging Gaffney nach Israel und spielte bei Hapoel Gilboa Galil zusammen mit Jeremy Pargo und Isaiah Swann in einer Mannschaft. Nach nur einem Saisoneinsatz zog er sich jedoch eine Fußverletzung zu. Sein Vertrag wurde daraufhin wieder aufgelöst und er ließ sich in seinem Heimatland behandeln. Gilboa Galil hingegen zog später am Saisonende bis ins Meisterschaftsfinale ein und schlug dort die ansonsten dominierende Mannschaft von Maccabi Tel Aviv.
Nach Behandlung seiner Fußverletzung bekam Gaffney doch noch einen Vertrag in der NBA und unterschrieb im April 2010 bei den von ihm selbst favorisierten Boston Celtics in seiner Geburtsstadt. Er blieb jedoch bei den Celtics bis zum Saisonende ohne Einsatz. Die Celtics hingegen zogen bis in das Finale der NBA ein, wo man ausgerechnet dem Titelverteidiger Los Angeles Lakers unterlag, bei denen Gaffney selbst in der Saisonvorbereitung noch unter Vertrag gestanden hatte. Für die folgende Saison wurde Gaffney wieder aus dem Kader der Celtics gestrichen und er ging erneut nach Europa, wo er im türkischen Ankara für Türk Telekom spielte. Bereits nach zwei Monaten endete auch dieses Engagement vorzeitig, so dass er im Januar 2011 bei den Utah Flash in der NBA Development League einen Vertrag unterschrieb. Dort wusste er erneut insbesondere durch seine Qualitäten in der Verteidigung zu überzeugen und wurde in die Auswahl der fünf besten Verteidigungsspieler der Spielzeit gewählt.
Für die Saison 2011/12 unterschrieb er dann einen Vertrag bei den Telekom Baskets aus Bonn in der deutschen Basketball-Bundesliga. Nach erstklassigem Saisonstart mit fünf Auftaktsiegen zog man nur knapp in die Play-offs um die deutsche Meisterschaft ein, wo man in der ersten Runde dem Titelverteidiger und Double-Gewinner Brose Baskets aus Bamberg unterlag. In der Sommerpause ging Gaffney zurück in sein Heimatland, wo er in der Summer League für die Utah Jazz spielte. Bereits im Sommer wurde bekannt, dass Gaffney aufgrund weiterer Angebote nicht nach Bonn zurückkehren werde. Gaffney erhielt mehrere Angebote aus Europa und wechselte schließlich zur Saison 2012/2013 nach Spanien zu Joventut Badalona. Dort wurde sein Vertrag jedoch im Frühjahr 2013 vorzeitig aufgelöst.
Im Laufe des Sommers 2013 versuchte Gaffney erneut sich für die NBA zu empfehlen, jedoch konnte er sich nicht wie erwünscht durchsetzen. Gaffney kehrte daraufhin nach Deutschland zurück und schloss sich zur Saison 2013/2014 wieder den Telekom Baskets Bonn an, für die er bereits von 2011 bis 2012 spielte. Nach einigen Wochen verließ Gaffney die Baskets jedoch vorerst wieder um sich im Probetraining bei den Memphis Grizzlies für einen NBA-Vertrag zu empfehlen. Diese Möglichkeit war ihm von den Baskets per Klausel im Vertrag zugesichert worden. Bei den Grizzlies erhielt Gaffney jedoch keinen Vertrag für die reguläre Saison und wurde am 26. Oktober aus dem Kader des NBA Teams gestrichen. Somit spielte er die Saison 2013/14 in Bonn. Mit den Baskets aus Bonn gelang Gaffney der Einzug in die Play-offs 2014. Dort scheiterte das Team an den EWE Baskets Oldenburg mit 2:3 Spielen. Zur Saison 2014/2015 erhielt Gaffney keinen neuen Vertrag in Bonn.
September 2014 unterzeichnete Gaffney bei Hapoel Jerusalem in Israel einen Vertrag bis Sommer 2015, welchen er im Anschluss bis 2016 verlängerte. Auch in Jerusalem konnte Gaffney national und international als Leistungsträger überzeugen. Im Sommer 2016 entschloss er sich jedoch zu einer Rückkehr nach Deutschland und unterzeichnete einen Vertrag bei Alba Berlin.

## Auszeichnungen
- A-10 Defensive Player of the Year 2009
- 2010–11 NBA D-League All-Defensive First Team
- Beko BBL All-Star 2012, 2014